# Svein Romstad
Svein Romstad (* 1949 in Norwegen) ist ein ehemaliger norwegisch-US-amerikanischer Rennrodler und Rennrodelfunktionär sowie gegenwärtiger Manager. Von 1994 bis 2018 war er Generalsekretär der Fédération Internationale de Luge de Course.

## Leben
Romstad wuchs in Norwegen auf. Er war Mitglied der norwegischen Rennrodelnationalmannschaft. Nach dem Ende seiner aktiven Sportlerkarriere wanderte er in die Vereinigten Staaten aus und wurde Cheftrainer der US-amerikanischen Rennrodelnationalmannschaft. Er führte das Team zu den Olympischen Winterspielen 1984 in Sarajevo. Nach enttäuschenden Ergebnissen bei den Olympischen Spielen trat er zurück und beendete seine Trainerkarriere. Im Anschluss wurde er zum Vizepräsidenten des US-amerikanischen Rennrodelverbandes USA Luge gewählt und übte dieses Amt in den kommenden sieben Jahren aus. 1994 wurde Romstad beim Jahreskongress der Fédération Internationale de Luge de Course in Rom zum Generalsekretär des Internationalen Rennrodelverbandes gewählt. In seine Amtszeit fallen umfassende Modernisierungen des Verbandes, dessen Exekutive verkleinert wurde, aber auch der Unfalltod von Nodar Kumaritaschwili. 2017 kündigte er an, beim 66. FIL-Kongress in Bratislava (2018) nicht mehr für die Wahl zum Generalsekretär anzutreten. Sein Nachfolger wurde Einars Fogelis. 2018 wurde Romstad zum Ehrenmitglied des Internationalen Rennrodelverbandes ernannt. Ein Jahr später folgte mit dem Ehrenzeichen in Gold mit Brillanten die höchste Auszeichnung der Fédération Internationale de Luge de Course.
Romstad studierte International Business von 1981 bis 1984 am Terry College of Business der University of Georgia und ist seit 1989 als Manager für verschiedene Sport- und Finanzwirtschaftsunternehmen tätig.